# Цейлонская бойга
Цейлонская бойга (лат. Boiga ceylonensis) — вид змей из рода бойга в семействе ужеобразных.
Общая длина колеблется от 80 см до 1,2 м, вес до 2 кг. Голова умеренного размера, сужается на конце. Большие глаза с вертикальными зрачками. Туловище узкое и длинное. Хвост длинный, цепкий.
Окраска спины колеблется от светло-коричневого до серого с коричневыми пятнышками. На голове присутствует тёмно-коричневое или чёрное пятно. От морды через глаза проходит тёмно-коричневая полоса. Брюхо кремовое с коричневыми пятнышками.
Любит лесистую, кустарниковую местность. Всю жизнь проводит на деревьях. Активна ночью. Питается ящерицами, гекконами, мышами, птицами. Известны случаи каннибализма.
Это яйцекладущая змея. Самка в феврале-апреле откладывает 3—15 яиц.
Яд слабый и не опасен для человека.
Обитает на острове Шри-Ланка, в штатах Индии: Ассам, Орисса, Махараштра.